# Mezőkecsed község
Mezőkecsed község (románul: Comuna Miceștii de Câmpie) község Beszterce-Naszód megyében, Romániában. Központja Mezőkecsed, beosztott falvai Mezőköbölkút, Mezőviszolya.

## Népessége
A 2011-es népszámlálás adatai alapján a község népessége 1086 fő volt.